# G (SAB)
G är ett signum i SAB. 

## GLitteraturvetenskap
- G.0 Särskilda litterära genrer och motiv
  - G.01 Romaner och noveller
  - G.02 Dramatik
  - G.03 Poesi
  - G.04 Essäer och litteraturkritik
  - G.05 Tecknade serier
  - G.06 Brev
  - G.07 Folkdiktning
  - G.08 Dialektlitteratur
  - G.09 Övriga litterära genrer och motiv
    - G.092 Barn- och ungdomslitteratur
    - G.093 Populärlitteratur
    - G.096 Skönlitterära motiv
    - G.097 Innehållsliga genrer
      - G.0971 Satir och humor
      - G.0972 Kvinnolitteratur
      - G.0974 Religiös litteratur
      - G.0975 Arbetarlitteratur
      - G.0977 Kriminallitteratur, skräck och thrillers
      - G.0978 Science fiction, utopi och fantastik
      - G.0979 Erotisk litteratur
- G.2 Forntiden
- G.3 Medeltiden
- G.4 Nya tiden
  - G.41 Renässansen
  - G.42 Klassicismen
  - G.43 Upplysningen
  - G.45 Förromantiken och Romantiken
  - G.46 1800-talet
- G.5 1900-talet
  - G.55 Efterkrigstiden
- G.6 2000-talet
- Gb Germansk och nordisk litteraturhistoria: allmän
  - Gbg Germansk litteraturhistoria: allmän
  - Gbn Nordisk litteraturhistoria: allmän
- Gc Svensk litteraturhistoria
  - Gcd Finlandssvensk litteraturhistoria
  - Gcq svensk-amerikansk litteraturhistoria
  - Gcz Särskilda svenska författare
- Gd Övrig nordisk litteraturhistoria
  - Gda Dansk litteraturhistoria
  - Gdb Norsk litteraturhistoria
    - Gdbn Nynorsk litteraturhistoria

  - Gdc Isländsk litteraturhistoria
    - Gdca Fornisländsk och fornnorsk litteraturhistoria
    - Gdcb Nyisländsk litteraturhistoria
    - Gdbf Färöisk litteraturhistoria
- Ge Engelsk litteraturhistoria
- Gf Tysk litteraturhistoria
  - Gfb Österrikisk litteraturhistoria
  - Gfh Schweizertysk litteraturhistoria
- Gg Nederländsk litteraturhistoria
  - Ggt Frisisk litteraturhistoria
- Gh Romansk litteraturhistoria: allmän
  - Gha Rätoromansk litteraturhistoria
  - Ghb Rumänsk litteraturhistoria
- Gi Italiensk litteraturhistoria
- Gj Fransk litteraturhistoria
- Gk Spansk litteraturhistoria
- Gku Katalansk litteraturhistoria
- Gl Portugisisk litteraturhistoria
- Glq Brasiliansk litteraturhistoria
- Gm Slavisk och baltisk litteraturhistoria
  - Gma Rysk litteraturhistoria
  - Gmb Ukrainsk litteraturhistoria
  - Gmc Polsk litteraturhistoria
  - Gmd Tjeckisk litteraturhistoria
  - Gme Slovakisk litteraturhistoria
  - Gmf Serbisk, kroatisk och bosnisk-hercegovinsk litteraturhistoria
  - Gmg Slovensk litteraturhistoria
  - Gmh Bulgarisk litteraturhistoria
  - Gmk Baltisk litteraturhistoria
    - Gmka Litauisk litteraturhistoria
    - Gmkb Lettisk litteraturhistoria
- Gn Keltisk litteraturhistoria
- Go Grekisk och latinsk litteraturhistoria
  - Goa Grekisk litteraturhistoria
  - Gob Nygrekisk litteraturhistoria
  - Goc Latinsk litteraturhistoria
- Gp Indo-arisk litteraturhistoria
- Gq Iransk litteraturhistoria
- Gr Övrig indoeuropeisk litteraturhistoria
  - Gra Armenisk litteraturhistoria
  - Grf Albansk litteraturhistoria
- Gs Semitisk litteraturhistoria
  - Gsd Hebreisk litteraturhistoria
  - Gse Arameisk och syrisk litteraturhistoria
  - Gsg Arabisk litteraturhistoria
  - Gsi Etiopisk litteraturhistoria
- Gu Finsk-ugrisk och altaisk litteraturhistoria
- Gv Sino-tibetansk och austroasiatisk litteraturhistoria
- Gx Övrig litteraturhistoria
  - Gxf Baskisk litteraturhistoria
  - Gxj Japansk litteraturhistoria
  - Gxk Koreansk litteraturhistoria
  - Gxo Dravidisk litteraturhistoria
  - Gxp Afrikansk litteraturhistoria
  - Gxq Amerikansk litteraturhistoria
  - Gxr Austronesisk litteraturhistoria
- Gy Konstspråkens litteraturhistoria
- Gz Särskilda utländska författare

1. Siffersuffix är även applicerbara på alla underkategorier.
2. Se F (SAB) för en komplett struktur över språk.